# دولار بليزي
دولار بيلزي (بالإنجليزية: Belize dollar)‏ العملة الرسميّة لبيليز أو الهندوراس البريطانيّة كما كانت تعرف سابقاً، رمزه (BZD) ويختصر عادة برمز الدولار ($) أو ($BZ) لتمييزه عن العملات الأخرى، الدولار البيلزي مقسم إل مئة سنت، سعر صرفه الرسمي والمحدد منذ عام 1978 كل 2 دولار بيلزي = دولار أمريكي.